# Prostřední vrch (Wysoki Jesionik)
Prostřední vrch (historyczna nazwa niem. Mittelhübl, cz. Středník) – szczyt (góra) o wysokości 1153 m n.p.m. (podawana jest też wysokość 1152 m n.p.m. , 1152,5 m n.p.m.  lub 1153,0 m n.p.m. ) w paśmie górskim Wysokiego Jesionika (cz. Hrubý Jeseník), w północno-wschodnich Czechach, w Sudetach Wschodnich, na Śląsku, w obrębie gminy Malá Morávka, przy osadzie Vidly, oddalony o około 2,5 km na północny wschód od szczytu góry Pradziad (cz. Praděd). Rozległość góry (powierzchnia stoków) szacowana jest na około 1,4 km², a średnie nachylenie wszystkich stoków wynosi około 15°.

## Charakterystyka

### Lokalizacja
Góra Prostřední vrch położona jest nieco na wschód od centrum całego pasma Wysokiego Jesionika, leżąca w części Wysokiego Jesionika, w północno-wschodnim obszarze (mikroregionu) o nazwie Masyw Pradziada (cz. Pradědská hornatina), a jednocześnie przy granicy z sąsiednim mikroregionem o nazwie Masyw Orlíka (cz. Medvědská hornatina). Położona blisko osady Vidly, przy drodze o nazwie Videlská silnice oznaczonej nr 450 Bělá pod Pradědem – Bruntál, na bocznej gałęzi grzbietu głównego (grzebieniu) góry Pradziad, ciągnącego się od przełęczy Červenohorské sedlo do przełęczy Skřítek. Jest górą trudno rozpoznawalną, widoczną m.in. z drogi dojazdowej na szczyt góry Pradziad, natomiast niewidoczną z drogi okalającej połać szczytową góry Pradziad, bo przysłoniętą przez kopułę szczytową tej góry. Z innego charakterystycznego punktu widokowego – z drogi okalającej szczyt góry Dlouhé stráně, niewidoczna, bo przysłonięta górą Pradziad. Jest natomiast dobrze widoczna m.in. z sąsiednich gór Sokol czy Ostrý vrch.
Górę ograniczają: od północnego zachodu dolina potoku Sokolí potok, od północy krótki odcinek doliny potoku Środkowa Opawa (cz. Střední Opava), od północnego wschodu i wschodu dolina potoku Videlský potok, od południowego wschodu dolina krótkiego, nienazwanego potoku, będącego dopływem potoku Videlský potok oraz od południowego zachodu mało wybitna przełęcz o wysokości 1147 m n.p.m. w kierunku szczytu Praděd–V. W otoczeniu góry znajdują się następujące szczyty: od północy Nad kapličkou, od północnego wschodu Bučina i Lyra, od wschodu Lyra–J, od południowego wschodu Rolandův kámen, Skalnatý vrch i Hradečná, od południa Ostrý vrch, od południowego zachodu Praděd–V i Pradziad oraz od północnego zachodu Sokol i Sokolí skála (1).

### Stoki
W obrębie góry można wyróżnić cztery następujące zasadnicze stoki:
- północno-zachodni
- północny
- północno-wschodni
- wschodni

Wszystkie stoki są zalesione w zdecydowanej większości borem świerkowym, z domieszką niewielkich obszarów (poza stokiem wschodnim), które pokryte są lasem mieszanym. U podnóża stoku północnego przy zabudowie osady Vidly występują nawet niewielkie obszary pokryte łąką. Na niemalże wszystkich stokach (oprócz północno-zachodniego) występują przerzedzenia, niewielkie przecinki i polany. U podnóża stoku północnego do zabudowań osady Vidly poprowadzono napowietrzną linię przesyłową prądu o napięciu 22 kV. Na wszystkich stokach (poza stokiem północnym) występują większe pojedyncze skaliska, natomiast brak jest grup skalnych.
Stoki mają stosunkowo jednolite, miejscami strome i zróżnicowane nachylenia. Średnie nachylenie stoków waha się bowiem od 12° (stok północny) do 24° (stok północno-zachodni). Średnie nachylenie wszystkich stoków góry (średnia ważona nachyleń stoków) wynosi około 15°. Maksymalne średnie nachylenie stoku wschodniego na wysokościach około 1000 m n.p.m. w pobliżu drogi nr 450 na odcinku 50 m nie przekracza 35°. Oprócz przebiegającej u podnóża stoku północno-wschodniego drogi nr 450, stoki pokryte są siecią innych dróg m.in. przebiegającej wokół kopuły szczytowej drogi o nazwie Dřevařská cesta. Ponadto stoki pokryte są siecią na ogół nieoznakowanych ścieżek i duktów. Przemierzając je zaleca się korzystanie ze szczegółowych map, z uwagi na zawiłości ich przebiegu, zalesienie oraz zorientowanie w terenie. 

### Szczyt

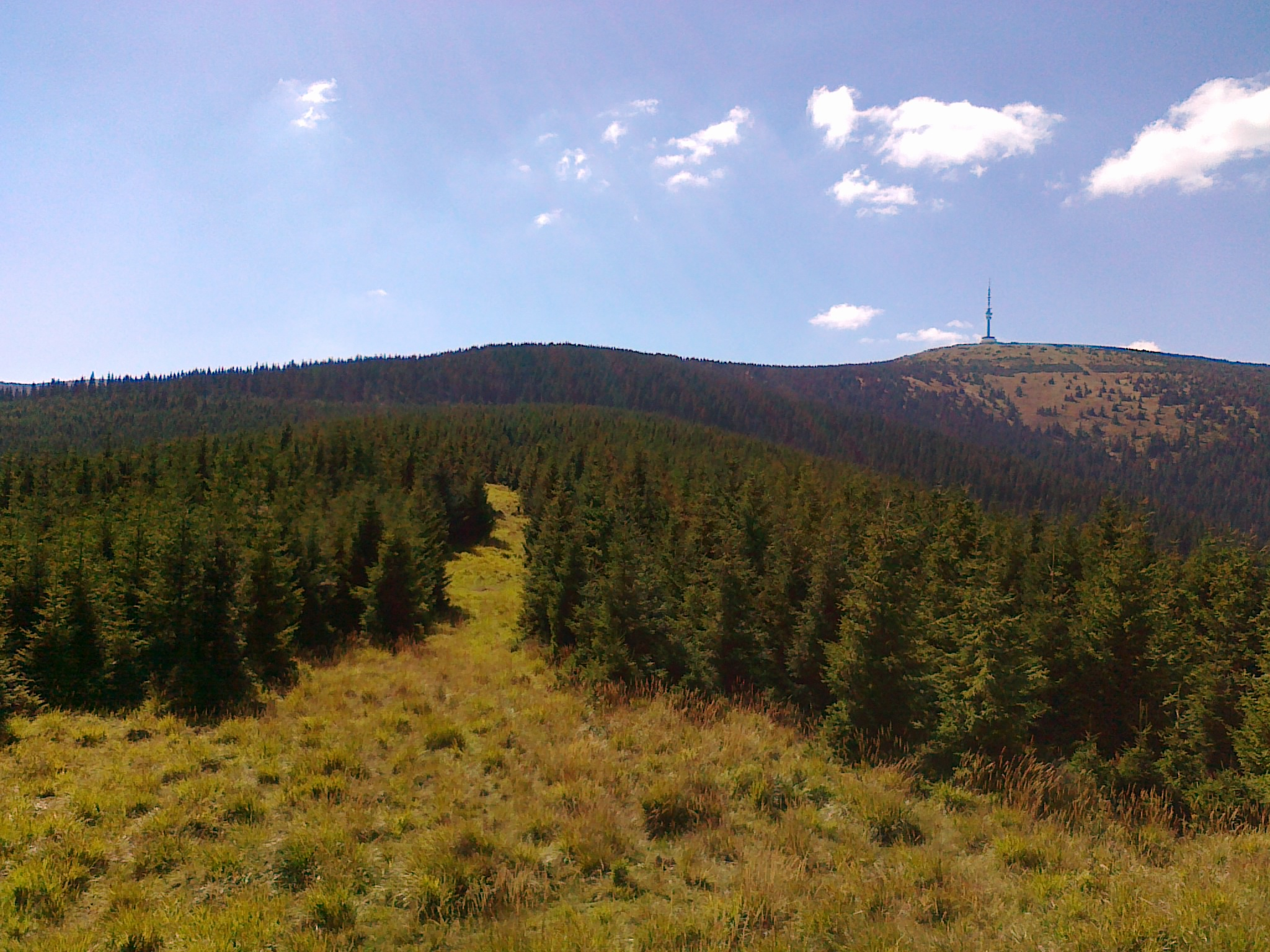
Widok na ścieżkę główną na połaci szczytowej góry Prostřední vrch oraz szczyty Praděd–V i Pradziad (2016 rok)

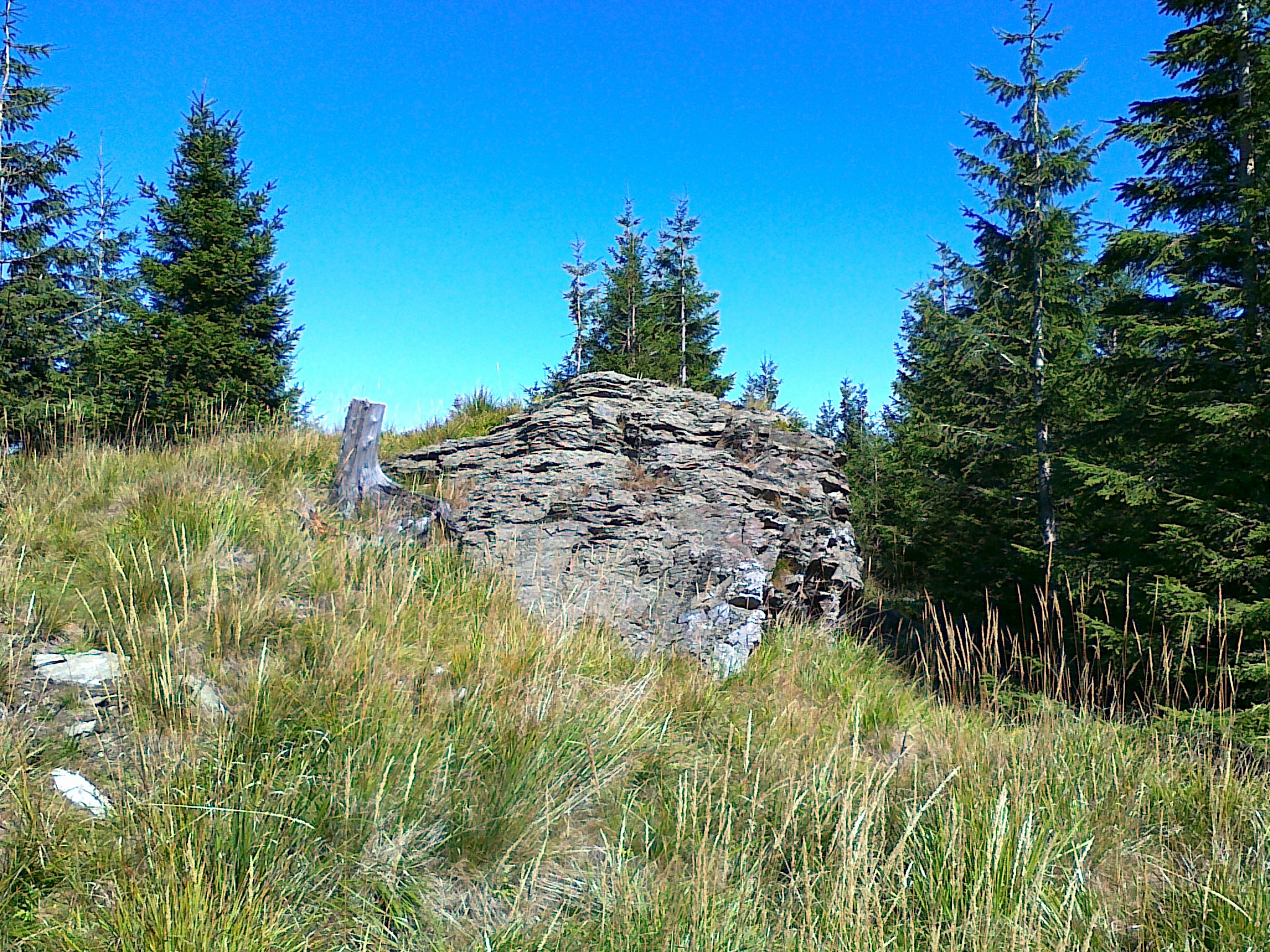
Skalisko szczytowe góry Prostřední vrch (2016 rok)

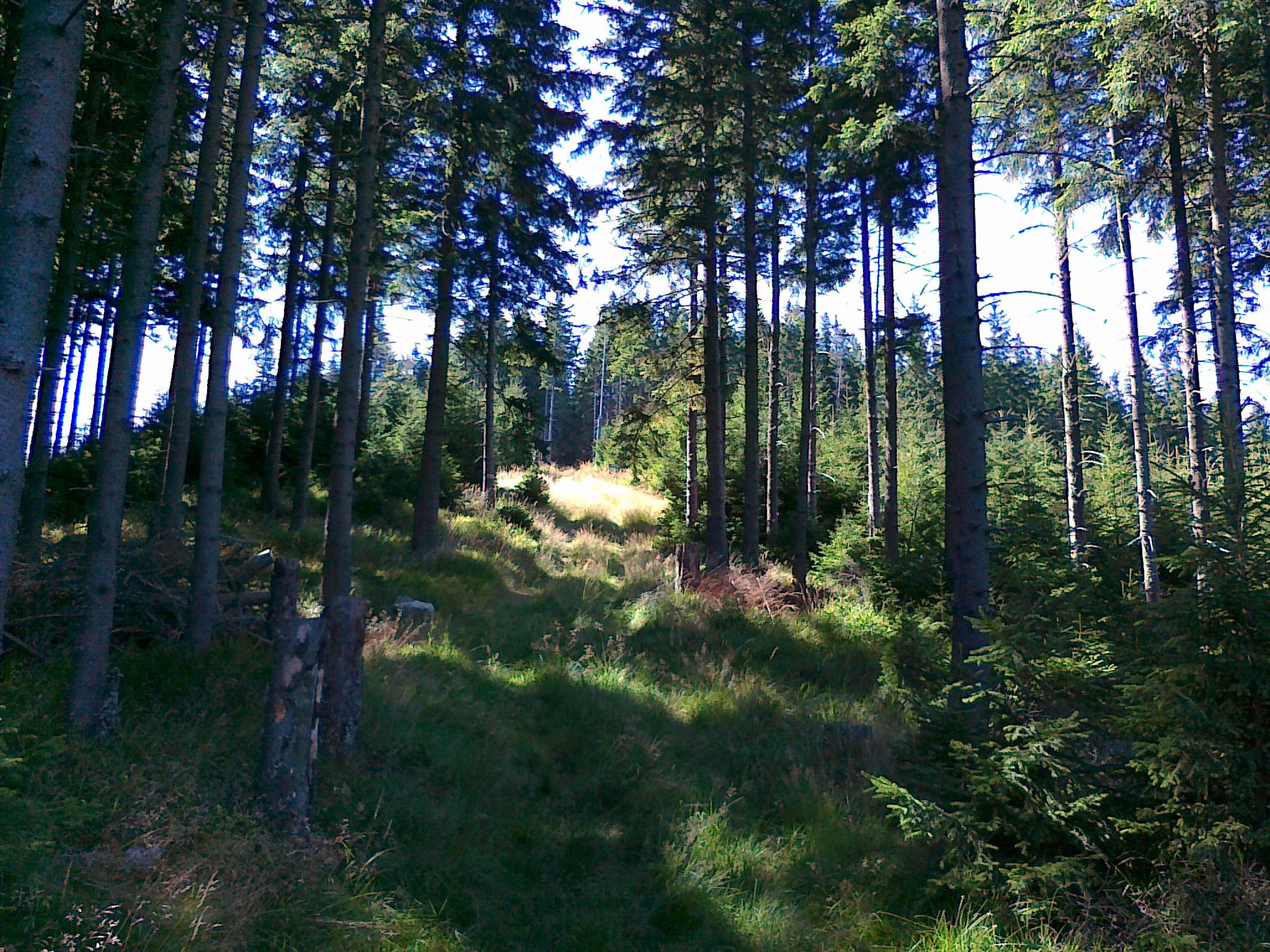
Droga prowadząca na szczyt góry Prostřední vrch (2016 rok)

Prostřední vrch jest szczytem pojedynczym. Na szczyt nie prowadzi żaden znakowany szlak turystyczny. Przez połać szczytową przechodzi w przecince ścieżka główna, biegnąca od drogi Dřevařská cesta. Szczyt góry jest niewielkim skaliskiem, który jest jednocześnie punktem widokowym, z którego rozpościerają się perspektywy w kierunku szczytów: Pradziad, Praděd–V, Malý Děd, Sokol, Sokoli skála (1) i Kamzičí vrch. Skalisko to położone jest na skraju niewielkiej polany, otoczonej borem świerkowym, pokrytej trawą wysokogórską. Na połaci szczytowej nie ma punktu geodezyjnego . Państwowy urząd geodezyjny o nazwie (cz. Český úřad zeměměřický a katastrální (CÚZK)) w Pradze podaje jako najwyższy punkt – szczyt – o wysokości 1152,8 m n.p.m. i współrzędnych geograficznych (50°05′21,3″N 17°15′53,2″E/50,089250 17,264778). 
Dojście do szczytu następuje z drogi Dřevařská cesta, biegnącej z przełęczy Kóta, od której należy przebyć odcinek drogi o długości około 2,1 km, po czym należy skręcić w lewo na drogę biegnącą stokiem góry w przecince, po której należy przebyć odcinek o długości około 600 m, dochodząc w ten sposób do połaci szczytowej.

### Geologia
Pod względem geologicznym część góry Prostřední vrch należy do jednostki określanej jako warstwy vrbneńskie, a część do jednostki określanej jako kopuła Desny i zbudowana jest ze skał metamorficznych, głównie:  blasto-mylonitów, fyllonitów (biotytów, chlorytów i muskowitów) oraz skał osadowych, głównie: meta-aleurytów i meta-arkoz.

### Wody
Grzbiet główny (grzebień) góry Pradziad, biegnący od przełęczy Skřítek do przełęczy Červenohorské sedlo oraz dalej do przełęczy Ramzovskiej (cz. Ramzovské sedlo) jest częścią granicy Wielkiego Europejskiego Działu Wodnego, dzielącej zlewiska Morza Bałtyckiego i Morza Czarnego .
Szczyt wraz ze stokami położony jest na wschód od tej granicy, należy więc do zlewni Morza Bałtyckiego, do którego płyną wody m.in. z dorzecza Odry, będącej przedłużeniem płynących z tej części Wysokiego Jesionika górskich potoków (m.in. płynących w pobliżu góry potoków Sokolí potok, Środkowa Opawa czy Videlský potok). Na stokach bierze swój początek kilka krótkich, nienazwanych potoków, będących dopływami wspomnianych wcześniej potoków Środkowa Opawa i Videlský potok. U podnóża stoku północno-wschodniego, pomiędzy płynącym potokiem Videlský potok, a drogą nr 450 występuje niewielki obszar bagienny. Ponadto u podnóża stoku północnego na dopływie potoku Środkowa Opawa położone są dwa niewielkie stawy: wyższy owalny o długości około 15 m oraz niższy prostokątny o wymiarach (16 × 14) m. W obrębie góry nie występują m.in. wodospady czy kaskady.

## Ochrona przyrody
Szczyt ze stokami znajduje się w obrębie wydzielonego obszaru objętego ochroną o nazwie Obszar Chronionego Krajobrazu Jesioniki (cz. Chráněná krajinná oblast (CHKO) Jeseníky), a utworzonego w celu ochrony utworów skalnych, ziemnych i roślinnych oraz rzadkich gatunków zwierząt. Na stokach nie utworzono żadnych rezerwatów przyrody lub innych obiektów nazwanych pomnikami przyrody. Ponadto na jej obszarze nie wytyczono żadnych ścieżek dydaktycznych.

## Turystyka

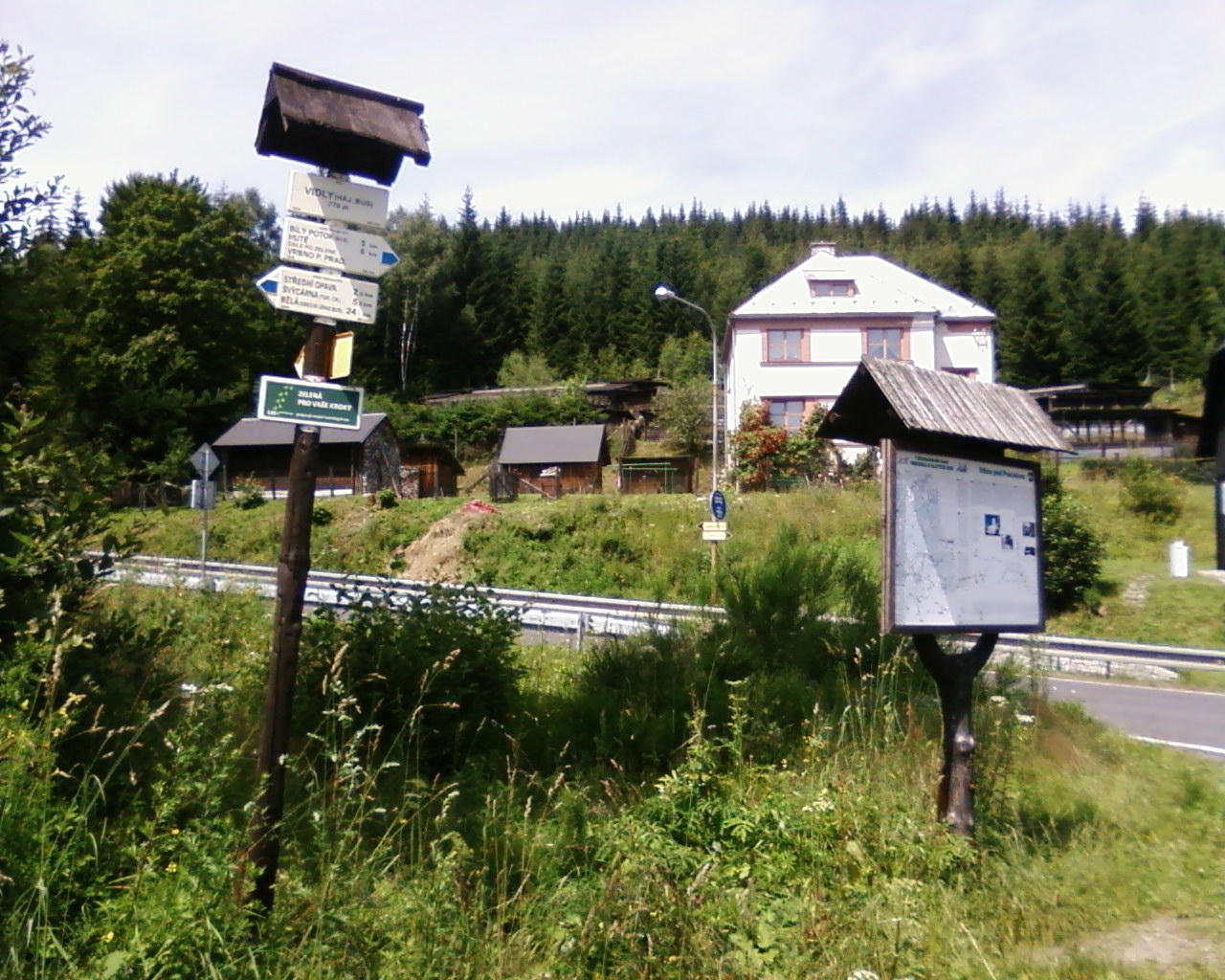
Skrzyżowanie turystyczne Vidly (haj.) w osadzie Vidly (w dali Mrazový vrch) (2009 rok)

W obrębie szczytu i stoków nie ma żadnego schroniska turystycznego lub hotelu górskiego. Góra położona jest przy osadzie Vidly ze znajdującym się w niej hotelem górskim Vidly. Ponadto w odległości około 3,9 km na północny zachód od szczytu znajduje się najstarsze schronisko turystyczne w paśmie Wysokiego Jesionika Švýcárna. Do bazy turystycznej w miejscowości Karlova Studánka jest od szczytu około 3,5 km w kierunku południowo-wschodnim, natomiast do bazy turystycznej w okolicy góry Pradziad jest od szczytu około 3 km w kierunku południowo-zachodnim. Znajdują się tam następujące hotele górskie i schroniska turystyczne:
- na wieży Pradziad: hotel Praděd[17] oraz na stoku góry Pradziad hotele górskie: Kurzovní chata[18] i schronisko Barborka[19]
- na stoku góry Petrovy kameny hotele górskie: Ovčárna i Figura[20] oraz schronisko Sabinka[21]

Kluczowym punktem turystycznym jest oddalone o około 1,8 km na północny wschód od szczytu skrzyżowanie turystyczne, położone w osadzie Vidly o nazwie Vidly (haj.) z podaną na tablicy informacyjnej wysokością 770 m, przez które przechodzi jedyny szlak rowerowy. 

### Szlaki turystyczne, rowerowe i trasy narciarskie
Klub Czeskich Turystów (cz. Klub Českých Turistů) nie wytyczył w obrębie góry żadnego szlaku turystycznego.
U podnóża stoku północno-wschodniego na drodze Videlská silnice oznaczonej nr 450 wyznaczono jeden szlak rowerowy na trasie: 
 (nr 6029) Valšov – Bruntál – Rudná pod Pradědem – Suchá Rudná – przełęcz Hvězda – Karlova Studánka – przełęcz Kóta – Vidly – Vrbno pod Pradědem
Na przełęcz Kóta drogą nr 450 prowadzi częściowo stokiem góry Prostřední vrch podjazd, który jest chętnie pokonywany m.in. przez rowerzystów:
 podjazd z osady Vidly (długość: 3,4 km, różnica wysokości: 234 m, średnie nachylenie: 6,9%)
W obrębie góry nie poprowadzono żadnej trasy narciarstwa biegowego i żadnej trasy narciarstwa zjazdowego. Pomimo bliskości baz turystycznych, góra ma ograniczone znaczenie turystyczne.